# Guerra Anglo-Francesa (1778–1783)
A Guerra Anglo-Francesa (1778-1783) foi um conflito militar entre a França e a Grã-Bretanha ao lado de seus respectivos aliados entre 1778 e 1783. Em 1778, a França havia assinado um tratado de amizade com os Estados Unidos. A Grã-Bretanha, com isso, terminou declarando guerra contra França, e também com a Espanha em 1779. Como consequência disso, os britânicos foram forçados a realocar recursos que estavam sendo usados para lutar na guerra da America do Norte para teatros da Europa, da Índia e das Índias Ocidentais; tendo que confiar no apoio dos Lealistas para as suas operações na America do Norte. De 1778 a 1783, com ou sem seus aliados, a França e a Bretanha lutaram pela conquista de hegemonia no Canal da Mancha, no Mediterrâneo, no Oceano Índico e nas Índias Ocidentais.
Com as noticias sobre a Campanha de Saratoga alcançando a França, o rei Luís XVI decidiu entrar em negociações com os independentistas estado-unidenses, o que resultou na Aliança franco-americana e na entrada da França na Guerra de Independência dos Estados Unidos, fazendo este se tornar um conflito de alcance global. A Espanha entrou no conflito somente em 1779, quando o fez como aliado da França nos termos do secreto Tratado de Aranjuez. Os movimentos diplomáticos do então ministro das relações exteriores da França, Charles Gravier, tiveram influência significativa na posterior entrada da República das Sete Províncias na guerra contra a Grã-Bretanha, e nas declarações de neutralidade feitas por outros países importantes geopoliticamente, como o Império Russo. A oposição a essa guerra, considerada custosa, estava aumentando com o passar do tempo e, em junho de 1780, contribuiu para perturbações em Londres que ficaram conhecidas como Revoltas de Gordon.
Os dois protagonistas do duelo naval no Oceano Índico tiveram como objetivo de dominar politicamente o subcontinente indiano, e uma série de batalhas foi lutada pelos almirantes Edward Hughes e Pierre André de Suffren em 1782 e 1783, que ofereceu à França a posição de tomar territórios da Grã-Bretanha. Oportunidade que terminou somente quando Suffren e Hughes tiveram que parar de lutar devido aos tratados de paz de 1783.